# Молодая Виктория
«Молодая Виктория» (англ. The Young Victoria) — биографический фильм режиссёра Жан-Марка Валле, рассказывающий о взрослении королевы Великобритании Виктории и её замужестве с Альбертом Саксен-Кобург-Готским. Слоган фильма: «Она правила миллионами, но её сердце принадлежало единственному мужчине».

## Сюжет
Целый клубок дворцовых интриг закручивается вокруг совсем ещё юной принцессы Александрины Виктории Кентской, потенциальной наследницы британского престола. Шталмейстер её покойного отца, герцога Кентского, а ныне управляющий двором её матери, сэр Джон Конрой, приобрёл огромное влияние на вдовствующую герцогиню и пытается выстроить весь процесс воспитания её дочери таким образом, чтобы закрепить зависимость Виктории от матери и Конроя, подавить её личность и в конечном счёте полностью и навсегда подчинить себе будущую королеву Великобритании. Отношения Виктории с матерью и её конфидентом ухудшаются день ото дня.
Брат герцогини Кентской, король Бельгии Леопольд I, дядя юной принцессы, также намерен употребить всё влияние, которое он имеет на сестру и племянницу, для решения своих политических и династических проблем. Для этого он отправляет на Туманный Альбион своего младшего племянника принца Альберта, дабы тот постарался завоевать доверие Виктории. Несмотря на то, что Виктория прекрасно понимает, какое «задание» дал Альберту дядя Леопольд, между молодыми людьми постепенно зарождается явная взаимная симпатия, на фоне которой ни факт получения этого задания, ни его выполнение уже не имеют значения ни для Виктории, ни, что гораздо важнее, для Альберта.
Между тем отношения с матерью, за спиной которой всё время маячит мрачная фигура Джона Конроя, приближаются к критической точке: Викторию содержат как узницу, контролируя и строго ограничивая её передвижения, круг знакомств и даже чтение. Мать и воспитатель доходят до того, что пытаются воспрепятствовать общению с его любимой племянницей самого короля. Однако такое положение дел в корне не устраивает живую, страстную и свободолюбивую принцессу, которая наконец осознаёт своё истинное предназначение и, всемерно поддерживаемая любимым человеком, решительно вступает в схватку за свою главную цель — право стать самостоятельной личностью. И за важнейшее средство для достижения этой цели — своё право стать королевой…

## В ролях
| Роль              |  | Персонаж                                                                                     |
| ----------------- |  | -------------------------------------------------------------------------------------------- |
| Эмили Блант       |  | принцесса Александрина Виктория Кентская, впоследствии королева Виктория                     |
| Руперт Френд      |  | принц Альберт Саксен-Кобург-Готский, впоследствии муж королевы, принц-консорт Великобритании |
| Миранда Ричардсон |  | герцогиня Кентская, мать Виктории                                                            |
| Марк Стронг       |  | сэр Джон Конрой, управляющий двором герцогини Кентской                                       |
| Пол Беттани       |  | лорд Мельбурн, премьер-министр от партии вигов                                               |
| Майкл Малони      |  | сэр Роберт Пиль, лидер оппозиции (партии тори)                                               |
| Джулиан Гловер    |  | герцог Веллингтон, фельдмаршал, видный деятель оппозиции                                     |
| Томас Кречман     |  | король Бельгии Леопольд I, дядя Виктории и Альберта                                          |
| Михиль Хаусман    |  | герцог Эрнст Саксен-Кобург-Готский, старший брат принца Альберта                             |
| Джим Бродбент     |  | король Великобритании Вильгельм IV, дядя Виктории                                            |
| Гарриет Уолтер    |  | королева Аделаида, супруга короля Вильгельма                                                 |
| Йеспер Кристенсен |  | барон Стокмар, советник короля Леопольда                                                     |
| Жанетт Хайн       |  | баронесса Луиза Лецен, гувернантка и компаньонка Виктории                                    |
| Женевьев О'Рейли  |  | леди Флора Хастингс, фрейлина королевы Виктории                                              |
| Рэйчел Стирлинг   |  | герцогиня Сазерленд, фрейлина королевы Виктории                                              |
| Морвен Кристи     |  | Уотсон                                                                                       |

Небольшую роль одной из фрейлин королевы Виктории сыграла принцесса Беатрис Йоркская, дочь продюсера Сары Фергюсон и прапрапраправнучка королевы Виктории (в титрах не указана).

## Места съёмок
- Многие внутренние сцены снимались в замке Бельвуар в Лестершире. На кровати, на которой в фильме спали молодожёны Виктория и Альберт во время медового месяца, много лет назад ночевала сама королева Виктория, в 1843 году останавливавшаяся в этом замке. Сама спальня настолько мала, что всё съёмочное оборудование пришлось размещать и устанавливать за окнами.
- Сцены у моря снимались в том же замке Бельвуар, несмотря на то, что он расположен в более чем 100 километрах от побережья. Прибрежный песок на самом деле был рассыпан на террасе замка, а окружающие её стены были заменены морем с помощью компьютерной графики.

## Костюмы
- Свободный дамский капор, который Виктория носила в саду, до этого был предметом одежды в картинах «Гордость и предубеждение» (2005), «Нортенгерское аббатство» (2007) и «Джейн Остин» (2007).
- Платье, в котором королева Виктория появляется на первой встрече с Королевским советом, представляет собой точную копию настоящего платья, которое было на ней в тот момент. Подлинное платье сохранилось до наших дней в британской музейной коллекции, однако исходный чёрный цвет с годами выцвел до коричневого из-за недостаточной стойкости краски в те годы.
- Роскошные платья, пошитые костюмерами для Эмили Блант, были застрахованы на десять тысяч британских фунтов каждое.
- Дизайн костюмов и работа костюмеров в этом фильме были отмечены несколькими престижными наградами и номинациями.

## Прокат
Фильм вышел в мировой прокат 5 февраля 2009 года в Германии. Премьера в Нидерландах и Сингапуре состоялась 21 мая 2009 года, в Австралии и Новой Зеландии — 27 августа 2009 года, в России — 3 декабря 2009 года, в Бразилии и Литве — 18 июня 2010 года.

## Награды и номинации

### Награды
- Премия «Оскар» за лучший дизайн костюмов (Сэнди Пауэлл)
- Премия BAFTA за лучший дизайн костюмов (Сэнди Пауэлл)
- Премия BAFTA за лучший грим (Дженни Ширкор)
- Премия Ассоциации кинокритиков вещательных компаний за лучший дизайн костюмов (Сэнди Пауэлл)
- Награда Гильдии костюмных дизайнеров (Сэнди Пауэлл)
- Премия Общества кинокритиков Финикса за лучший дизайн костюмов (Сэнди Пауэлл)
- Премия Ванкуверского кружка кинокритиков за лучшую женскую роль (Эмили Блант)
- Приз зрительских симпатий Международного кинофестиваля в Хэмптоне (Жан-Марк Валле)
- Приз зрительских симпатий Международного кинофестиваля в Садбери (Жан-Марк Валле)

### Номинации
- Премия «Оскар» за лучший грим (Джон Генри Гордон и Дженни Ширкор)
- Премия «Оскар» за лучшую работу художника-постановщика (Патрис Верметт[англ.] и Мэгги Грэй)
- Премия британского независимого кино за лучшую женскую роль (Эмили Блант)
- Премия Ассоциации кинокритиков вещательных компаний за лучшую женскую роль (Эмили Блант)
- Премия «Империя» за лучшую женскую роль (Эмили Блант)
- Премия «Золотой глобус» за лучшую женскую роль — драма (Эмили Блант)
- Премия Лондонского кружка кинокритиков за лучшую женскую роль (Эмили Блант)
- Премия «Спутник» за лучшую женскую роль (Эмили Блант)
- Премия «Спутник» за лучший дизайн костюмов (Сэнди Пауэлл)
- Премия Ассоциации кинокритиков Вашингтона за лучшую работу художника-постановщика (Патрис Верметт)

## Другие кинематографические версии фрагментов биографии королевы Виктории
- Виктория Великая[англ.], 1937
- Шестьдесят славных лет[англ.], 1938
- Жаворонок в грязи[англ.], 1950
- Victoria Regina (film)[англ.] (ТВ), 1961
- Миссис Браун, 1997
- Виктория и Альберт (ТВ), 2001